# 朧村正
『朧村正』（おぼろむらまさ、Muramasa: The Demon Blade）は、2009年4月9日に発売されたヴァニラウェア開発・マーベラスエンターテイメント発売の、Wii用アクションRPG。2013年3月28日にはWii版から追加要素を加えたPlayStation Vita版が発売された。さらに2015年8月19日からは、Wii U向けにWii版のダウンロード販売も行われている。

## 概要
開発は『プリンセスクラウン』や『オーディンスフィア』の制作に携わった神谷盛治らによるヴァニラウェアが担当。音楽も『オーディンスフィア』に引き続き、崎元仁らベイシスケイプが担当している。
ヴァニラウェアが開発を担当したゲームでは初めて和風の世界観を展開しており、手描き調の絵巻風の雰囲気が特徴となっている。元禄時代の将軍綱吉施政の時代を舞台に、様々な妖刀や名刀を巡る2人の主人公の物語が紡がれる。
横スクロールバトルで史実上にも登場する様々な妖刀や名刀を使い、刀に封じられた力を必殺技として解放しながら、人や妖怪や神などと戦っていく。
2009年9月より、『Muramasa: The Demon Blade』のタイトルで北米・欧州でも発売された。
みんなのニンテンドーチャンネルで「ゴールド」の評価を獲得し、評価の高いサードパーティー製ソフトの廉価版「みんなのおすすめセレクション」の第1弾の一つとして2010年2月25日に発売された。
PS Vita版はWii版に比べ高解像度化、キーコンフィグの追加、ジャンプボタンの設置、難易度調整、海外版要素の追加、豪華DLC及びテーマソングの追加、またVITAの画面に合わせかなり細部に至るまでグラフィックの調整が行われるなど、様々な追加要素が付加されている。海外版は『Muramasa Rebirth』のタイトルでのリリースとなった。
2014年3月6日に廉価版「Playstation Vita the Best」として、さらに2015年3月19日には、後述の「元禄怪奇譚」全四篇がダウンロードできるプロダクトコード入りパックが発売された。

## システム
このゲームは横スクロールベルトアクションの要素が強いアクションRPGである。二人の主人公と二つのシナリオ(「鬼助伝」・「百姫伝」)が用意されており、主人公は刀を3本装備しており、その内の1本を使って攻撃を行う。刀の種類には隙が少ない太刀と、隙は大きいが攻撃力が高い大太刀に分けられる。敵が登場すると自動的に戦闘モードに移行する。敵を全滅させると戦闘結果のリザルトが出され、最大コンボ数や戦闘時間など戦闘内容によって経験値が上乗せされる。レベルアップすると各種パラメーターの上限が上がる。所持するアイテムや刀は最初は各シナリオ別であり、両方のシナリオを1度クリアする事で統合される。

## 元禄怪奇譚
2013年11月よりPS Vita版のDLCとして、本作の異聞録「元禄怪奇譚」の販売が開始された。価格は一篇500円(税込)。
基本的なルールは本編と同じだが、攻撃手段が各主人公ごとに異なる上に固定されており、本編での「鍛冶」に変わって「鍛錬」で強化していくなど変更点も存在するが、ゲーム中の物語やエンディングで本編とも密接に繋がりがある事が明かされていく。特に、ストーリーの一つでは本編の全ての動乱を引き起こした源、全ての元凶である存在が明らかとなる。
約一年間かけて、以下の四編が発売された。
『津奈缶猫魔稿』（つなかまねこまたぞうし　通称「化猫」）2013年11月7日発売。
『大根義民一揆』（おおねぎみんいっき　通称「一揆」）2014年1月16日発売。
『七夜祟妖魔忍伝』（ななやたたりようまにんでん　通称「白蛇」）2014年7月10日発売。
『角隠女地獄』（つのかくしおんなじごく　通称「鬼娘」）2014年11月20日発売。

## 登場人物

### 主人公
鬼助（きすけ・『妖刀村正忍法帖(鬼助伝)』主人公）
声 - 吉野裕行
抜け忍として追われている伊賀・髑髏谷の少年忍者。昔の記憶がほとんど無い。
相手の無い仇討ちの念とありとあらゆる妖刀や名刀を求める執念に突き動かされて、悪鬼悪霊たちと戦う旅をしている。
実は鳴神藩に奉公人として潜入し狗頭龍村正を公儀に届けよという命を受けていたが、半年の間に虎姫と懇意になってしまい、公儀の陰謀を知ってそれを裏切った。
その際、虎姫を庇って刀で斬られ致命傷を受け、朧夜千十の「合魂の術」で一命を取り留めている。物語開始直後に記憶喪失状態になっているのは術の副作用の為。
百姫（ももひめ・『朧剣百鬼夜行(百姫伝)』主人公）
声 - 沢城みゆき
美濃国鳴神藩主、鏡見明良の娘。おてんばであるが、まっすぐな性格で周囲から愛されていた。しかし、悪霊に取り付かれ城を飛び出したまま行方知れずとなる。
悪霊の正体は、生前は「朧流」という剣術をつかう飯綱陣九朗と呼ばれる剣豪だった。目的は「魂移しの術」をやり直す為に必要な刀「相模反魂黒光」の入手。
なお戦闘中は陣九朗の魂が彼女の肉体に憑依しているが、特定のイベントや入浴中のみ陣九朗の魂が彼女の体から抜けて人魂化する。

### 主要人物
飯綱陣九朗（いづな じんくろう）
声 - 中田譲治
朧流の剣豪。朧流の秘伝書を手に入れんがために師匠と兄弟弟子を騙し討ちにした。
その後、肺病に冒されたため、病に蝕まれた肉体を捨てて健康な男子の肉体を得るべく「魂移しの術」を使い、柳生雪之丞の体を奪おうとするが、
咄嗟に雪之丞を庇った百姫を斬ってしまい、誤って彼女の体に取り憑いてしまう。
いい女や酒など、俗物的なものを好む一方、己の人生を費やして習得した剣術には並々ならぬ執念と思い入れを持っている。
更なる剣の高みを目指し、強さを得るためなら手段を選ばない利己的な性格の持ち主だが、顔見知りの遊女の幽霊を救うために妖怪に挑むなど、情を見せる事もある。
敵の侍に対して「お前たちが生まれる前から修業を積んでいた」と述べているため、そこそこ高齢と思われる。
紺菊（こんぎく）
声 - 南央美
陣九朗に仕える伏見の化け狐。陣九朗に惚れている。陣九朗の為にと刀工村正の怨念が憑いた面を盗み出す。
弓弦葉（ゆづるは）
声 - 河原木志穂
刀工村正の祈願成就を支援している稲荷明神の使い。祈願成就のために鬼助に妖刀で集めた魂を渡すように頼む。
虎姫（とらひめ）
声 - 川澄綾子
鳴神藩主、鏡見明良の娘で百姫の姉。勇猛果敢な性格。
幕府の策に嵌められ、母方が巫女として隠して来た妖刀・狗頭龍村正を奪われ、お家取り潰し・改易の上に父親を殺された為、
将軍綱吉を襲撃して狗頭龍を奪い返し父や藩士達の無念を晴らそうとしている。
実は前述の騒動の際に公儀の者に斬られて絶命しているのだが、狗頭龍を残しては死ねぬと阿弥陀如来に願って七七日まで現世に留まる事を許されている。
柳生雪之丞（やぎゅう ゆきのじょう）
声 - 速水奨
柳生家の三男で「柳生新陰流」の使い手。幕府から密命を受けている。
乱戒（らんかい）
声 - 間宮康弘
真言蓮華宗を率いる怪僧。かつては自身も名のある剣士であったが、辻仕合で陣九郎に敗れ刀を持てない身体にされたため、陣九朗に強い私怨を抱いている。
千子村正（せんじ むらまさ）
声 - 小川真司
室町時代の伝説の刀匠。死してなお魂は究極の刀を打つという命題に取り付かれ、現世に留まり刀を打ち続けている。
朧夜千十（おぼろや せんじゅう）
声 - 小杉十郎太
その身を外道に落してまでの修練の末、妖刀を自在に操る剣術「朧流」を興した剣術家。陣九朗に殺された後もその無念故に現世に留まっていた。
朧流を後世に遺すべく、絶命しかかった鬼助の執念に呼び寄せられ彼の前に姿を現し、自らの魂を使って他者の命を繋ぎ止める秘術「合魂の術」で鬼助の命を救った。

### 津奈缶猫魔稿
三毛（みけ）
声 - 日高里菜
主人公。お恋の飼い猫。
お恋の父の政敵である国家老・若宮捏造の企みにより、お恋を含めた家族を死に追いやられた三毛は、その無念を晴らすべく化け猫となる。
お恋（おこい）
声 - 日高里菜
三河国綱釜藩の江戸家老・犬飼剣持の娘。
父の名代として弟の清二郎と共に江戸へ宝（茶碗）を届けるため旅をしていたが、その道中で父の政敵である国家老・若宮捏造が放った刺客に斬られ宝を奪われる。
薄れゆく意識の中、三毛に無念を訴えて最期を遂げた。
冒頭以外のお恋は三毛が化けた姿である。
清次郎（せいじろう）
声 - 松岡禎丞
お恋の弟。
刺客に立ち向かうも敵わず斬られて死亡した。
重松新左衛門（しげまつ しんざえもん）
声 - 小山剛志
凄腕の剣客。仕官を条件に、お恋の父の政敵、若宮捏造の私兵となり、刺客をお恋姉弟に差し向けた実行犯。
先祖はある大名家に仕えていた武士で、所持している化猫殺しの妖刀「根刮村正（ねこそぎむらまさ）」は、その先祖から伝えられたもの。
若宮捏造（わかみや ねつぞう）
声 - 青山穣
三河国綱釜藩の国家老。
政敵である犬飼剣持を追い落とすため、重松新左衛門に命じてお恋と清次郎を殺害し、宝を奪わせた。
老猫（ろうねこ）
声 - すずき紀子
コマという年を取った猫。化け猫となり復讐を志す三毛を魔道へと導く。
実は鍋島の化け猫騒動の猫である。
団三郎狸（だんざぶろうだぬき）
声 - 長嶝高士
佐渡のタヌキの総大将。
三毛に請われて化け術の師匠となり、根刮村正に対抗する力を授ける。

### 大根義民一揆
権兵衛（ごんべえ）
声 - 浅沼晋太郎
主人公。信濃国大根藩芋畑村の百姓。病で妻を亡くし独り身。
飢饉と重税に苦しむ村々を救う為に、仲間達と共に奮闘する。
お妙（おたえ）
声 - 藤田咲
権兵衛の妻。去年に流り病で亡くなるが、幽霊の姿で権兵衛の前に現れる。
田吾作（たごさく）
声 - 荻野晴朗
芋畑村の百姓で権兵衛の幼馴染。村では怠け者で知られる。
茂平次（もへじ）
声 - かぬか光明
芋畑村の百姓。丸太を振り回す村一番の力持ち。
梅吉（うめきち）
声 - 大山鎬則
芋畑村の百姓で権兵衛の親友。その頭の良さで、村で頼りにされている。妻と生まれたばかりの子どもがいる。
富嶽悪五郎（ふがく あくごろう）
声 - 斉藤次郎
江戸で名の知られた力士。人気はあるが荒っぽい性格で酒癖が悪く、さらに最近は黒星続きで機嫌も悪い。
鳩野豆太夫（はとの まめだゆう）
声 - 坂本くんぺい
信濃国大根藩の城代家老で、年貢を増やすことを決めた張本人。

### 七夜祟妖魔忍伝
嵐丸（あらしまる）
声 - 逢坂良太
主人公。伊賀・骸衆の忍び。
嵐丸はある事情から骸衆を裏切り、敵対する事になる。
追っ手との戦闘中に白蛇の社を破壊したことで、七夜の後に死に至るという祟りを受ける。
白蛇（しろへび）
声 - 日笠陽子
白銀ヶ淵で祀られている白蛇。正式名称は渦津巳引滝媛神（かつみいならきのひめがみ）。
嵐丸に社を破壊されたため、報復として取り憑いて祟ることになる。
不知火（しらぬい）
声 - 中博史
骸衆の中忍で嵐丸の師匠。忍術では骸衆で一二の実力を有する。
油田鏑太（あぶらだ かぶらた）
声 - 伊藤健太郎
骸衆の頭領。蝦蟇を召喚する秘術を操る。
元から油田家の血縁者ではなく、ある人物の手引きによって今の地位を手に入れた。
汐巻（しおまき）
声 - 石田嘉代
油田鏑太の妻にして伊賀の上忍の一族である油田家の姫。蛞蝓を召喚する秘術を操る。
油田家の男兄弟が皆死に、跡取りがいなくなった為、鏑太を婿養子に迎え家を存続させた。
無明道人（むみょうどうじん）
声 - 西村知道
骸衆に属する道士で、謎の多い人物。

### 角隠女地獄
羅邪鬼（らじゃき）
声 - 渡辺久美子
主人公。閻魔大王の末娘で、地獄の炎を纏う怪力の持ち主。
仰々しく「閻々羅邪鬼（えんえんらじゃき）」と名乗る事もあるが、気を許した相手には「羅邪」と呼ばせるなどフランクな一面も。
清吉（せいきち）
声 - 杉山紀彰
寺から脱走してきた元坊主。根っからの遊び人で女好き。
相模国・東海道箱根で羅邪鬼と出会う。
道士（どうし）
声 - 丸山詠二
清吉に「女難の相がある」と警告してくる謎の老人。
お八重（おやえ）
声 - 浅野まゆみ
甲斐の街道沿いの竹林に住む後家。
蝶々太夫（ちょうちょうだゆう）
声 - 伊藤美紀
伊豆の色街浄蓮座敷で一番人気の花魁。

### その他の人物
八十八（やそはち）
声 - 松尾まつお
熊五郎と共に漫遊旅行に興じるお調子者の旅人。
熊五郎（くまごろう）
声 - 飯島肇
八十八と共に漫遊旅行に興じる物知りな旅人。
小夜（さよ）
声 - 井口裕香
妖怪を調伏して回る山伏の少女。秋葉山を守護している。
徳川綱吉
徳川幕府第5代将軍。狗頭龍村正を鳴神藩から奪い、妖刀を隠し持っていたかどで鳴神藩を取り潰した。
狗頭龍の妖気に当てられその力に魅入られてしまい、「犬を殺すな」という法を敷く。

## スタッフ
- 神谷盛治 - ディレクター、キャラクターデザイン
- はしもとよしふみ - プロデューサー
- 崎元仁 - サウンドプロデューサー